# Meg de Jongh
Melchert (Meg) de Jongh (18 december 1924 – 19 maart 2003) was een Nederlands voetballer, atleet, ijshockeyer en voetbaltrainer.

## Loopbaan
De Jongh werd op twintigjarige leeftijd telegrafist bij de KLM. Daar werd hij in 1955 ontslagen bij de afschaffing van dat beroep. Ondertussen was hij actief in vele sporten. Hij deed aan atletiek, voetbalde als semi-prof bij ZFC en speelde ijshockey voor HIJS-HOKIJ en nam voor het Nederlands team deel aan het wereldkampioenschap ijshockey voor B-landen in 1962 in Colorado Springs.
De Jongh, die woonachtig was in Zandvoort, behaalde daarna aan de Sporthochschule in Keulen zijn trainersdiploma en daarna zijn Nederlandse licentie bij de KNVB. Hij was drie jaar trainer van RCH (1962–1965), voor hij in dienst kwam bij de KNVB. Hij trainde de UEFA-jeugd, het Nederlands amateurvoetbalelftal en was assistent van bondscoach Georg Kessler. In 1966 ging hij aan de slag bij zijn oude club ZFC. Van medio 1969 tot begin 1970 trainde hij Hapoel Haifa in Israël. Van 1971 tot 1973 was De Jongh trainer van sc Heerenveen. Aansluitend ging hij aan de slag bij N.E.C., waar hij op 2 januari 1974 opstapte. Medio 1976 werd hij assistent van Barry Hughes bij Haarlem en ging ook het C-team begeleiden. Die rol had hij tot medio 1980.